# Bence Nádas
Bence Nádas (n. 17 aprilie 1996, Budapesta, Ungaria) este un caiacist ce a reprezentat Ungaria, medaliat olimpic. A participat la 2 ediții ale Jocurilor Olimpice (2020, 2024) în care a câștigat o medalie de argint.